# Interstate H-3

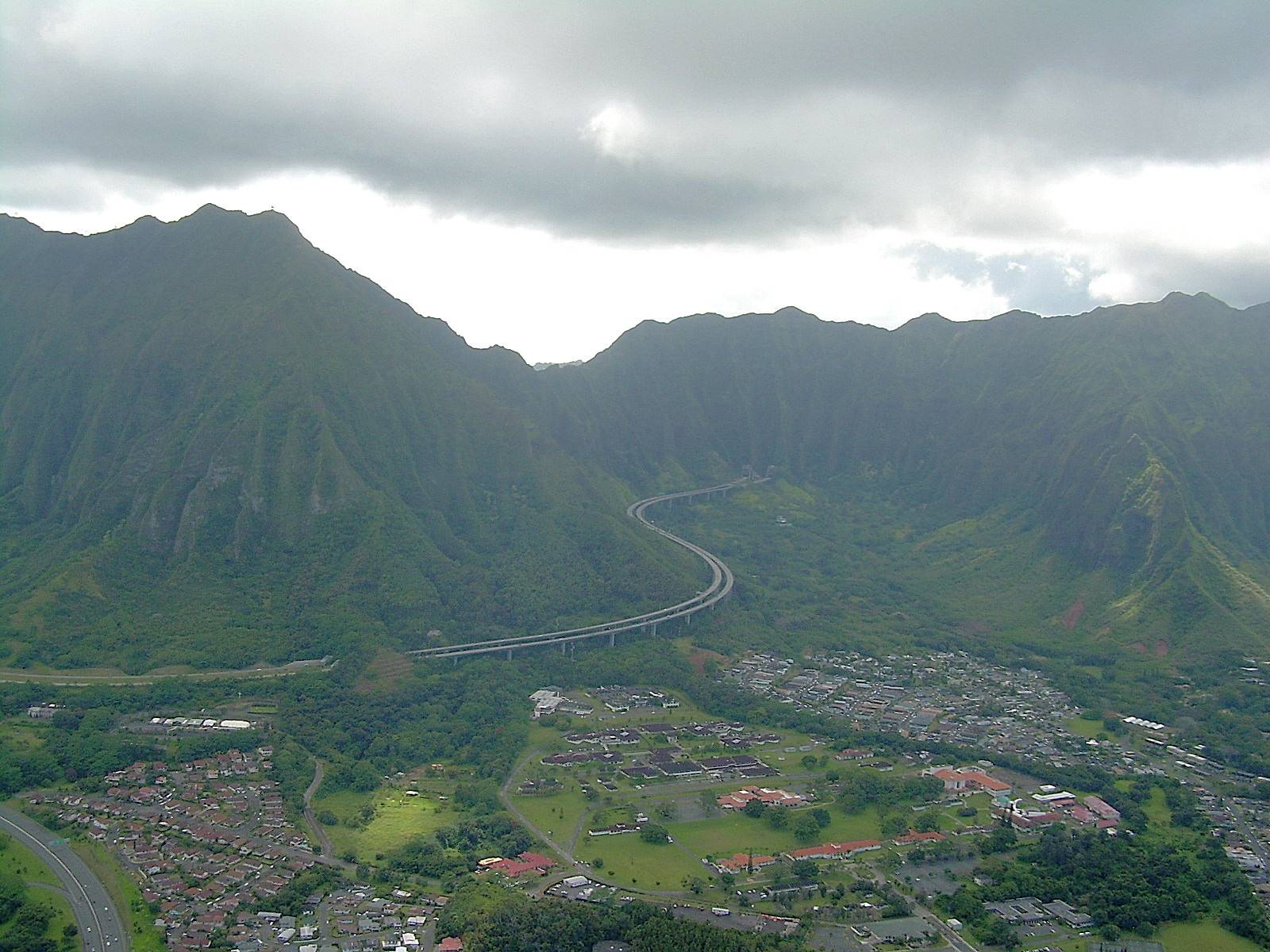
Die Windward Viaducts der Interstate H-3 bei Kāneʻohe

Die Interstate H-3 (kurz H-3) ist ein Interstate Highway auf der Insel Oʻahu im Bundesstaat Hawaii in den Vereinigten Staaten. Die Interstate ist auch als John A. Burns Freeway bekannt. Sie gehört mit 1,3 Milliarden US-Dollar Baukosten für 27 km zu den teuersten Autobahnen der Vereinigten Staaten. Wegen der spektakulären Landschaft und der zahlreichen Viadukte wird sie auch oft für Filmproduktionen wie Hawaii Five-0 oder Magnum P.I. genutzt.

## Verlauf
Sie beginnt nahe Hālawa an einem Kreuz mit den Interstates H-1 und H-201. Anschließend führt sie auf Brücken durch das Halawa Valley und durchquert die Koolau Mountains mit dem 1,5 Kilometer langen Tetsuo Harano Tunnel. Nach dem Tunnel folgt die H-3 dem Haiku Valley. Nachdem sie die State Routes 63 und 83 gekreuzt hat, endet die Interstate am Marine Corps Base Hawaii. Die Autobahntrasse sollte ursprünglich durch das Moanalua Valley, näher an Honolulu gelegen, führen. Nachdem dort jedoch ein Fels mit „heiligen“ hawaiischen Petroglyphen entdeckt worden war, musste sie weiter nördlich durch das Halawa Valley verlegt werden.

## Besondere Ereignisse
Während der Covid-19-Pandemie wurde die gesamte Autobahn Anfang September 2020 an zwei Tagen in beiden Richtungen für den normalen Straßenverkehr gesperrt und in Zusammenarbeit mit dem U.S. Surgeon General im Testsuo Harano Tunnel 30 Registrierungs- und 50 Teststationen eingerichtet. Die Fahrbahnen davor wurden für die Warteschlange mit einer Kapazität von 200 Autos pro Meile genutzt.

## Wichtige Städte
- ʻAiea
- Kāneʻohe